# Парницкое
Парни́цкое (укр. Парницьке) — село,
Свиридовский сельский совет,
Лохвицкий район,
Полтавская область,
Украина.
Код КОАТУУ — 5322686203. Население по переписи 2001 года составляло 9 человек.

## Географическое положение
Село Парницкое находится в 4-х км от правого берего реки Сула,
на расстоянии до 2,5 км от сёл Яхники, Степуки, Ячники и Дерековщина.
По селу протекает пересыхающий ручей с запрудой.

## История
- 1722 — дата основания.